# Polly Bergen
Polly Bergen (właśc. Nellie Paulina Burgin; ur. 14 lipca 1930 w Knoxville, zm. 20 września 2014 w Southbury) – amerykańska aktorka, piosenkarka, pisarka i prezenterka telewizyjna. Laureatka nagrody Emmy za rolę piosenkarki Helen Morgan w odcinku serii CBS Playhouse 90 – pt. Historia Heleny Morgan (1957).

## Życiorys
Urodziła się w Knoxville w stanie Tennessee jako córka Lucy (z domu Lawhorne; 1909–1985) i Williama Hugh „Billa” Burgina (1909–1982), inżyniera budowlanego. Dorastała wraz ze swoją siostrą Barbrą w Knoxville, zanim przeniosła się z rodziną do Los Angeles. Następnie uczęszczała do Compton Junior College w Kalifornii. W wieku 14 lat zaczęła śpiewać w programach radiowych i zespołach w południowej Kalifornii i jej okolicach. W końcu została dostrzeżona przez producenta filmowego Hala B. Wallisa, który podpisał kontrakt z popularnym studiem filmowym Paramount Pictures.
Karierę ekranową rozpoczęła grając piosenkarkę w sportowym dramacie noir Marka Robsona Champion (1949)  z Kirkiem Douglasem. Po podpisaniu kontraktu z Paramount Pictures została obsadzona w roli Helen Palmer w komedii muzycznej At War with the Army (1950) z udziałem Jerry’ego Lewisa i Deana Martina. Dostała główną rolę Carol Maldon w komedii Johna Sturgesa Fast Company (1953) z Howardem Keelem. 
W 1953 zadebiutowała także na Broadwayu w rewii muzycznej Murraya Andersona Almanach u boku Harry’ego Belafonte. W 1955, po rekonwalescencji po operacji gardła nagrała także swój debiutancki album Little Girl Blue. Jej kariera filmowa nabrała rozpędu po występie w roli Peggy Bowden, żony prawnika (Gregory Peck) i wyznaczonej ofiary mściwego psychopaty (Robert Mitchum) w psychologicznym dreszczowcu noir J. Lee Thompsona Przylądek strachu (1962). Za rolę Lorny Melford w dramacie The Caretakers (1963) zdobyła nominację do Złotego Globu dla najlepszej aktorki w filmie dramatycznym. Rola Rhody Henry w miniserialu ABC Wichry wojny (1983) i sequelu Wojna i pamięć (1988–89) przyniosła jej nominację do nagrody Emmy dla najlepszej aktorki drugoplanowej w miniserialu lub filmie.
W 1999 wystąpiła na off-Broadwayu w sztuce Eve Ensler Monologi waginy. W 2001 była nominowana do Tony Award jako Carlotta Campion w przedstawieniu brodwayowskim Stephena Sondheima Follies. W serialu Gotowe na wszystko (2007–2011) wystąpiła jako Stella Kaminsky (z domu Lindquist, dawniej Wingfield; Polly Bergen), matka Lynette Scavo. 

## Życie prywatne
15 kwietnia 1950 zawarła związek małżeński z aktorem i reżyserem Jerome Courtlandem, z którym się rozwiodła 18 lutego 1955. 13 lutego 1956 wyszła za mąż za hollywoodzkiego agenta i producenta Freddiego Fieldsa, z którym miała dwójkę adoptowanych dzieci, Pamelę Kerry i Petera Williama, oraz pasierbicę Kathy Fields. Po ślubie z Fieldsem przeszła z południowej konwencji baptystycznej na judaizm. Para rozwiodła się w 1975. 25 czerwca 1982 poślubiła przedsiębiorcę Jeffreya Endervelta, z którym się rozwiodła 16 kwietnia 1990.

### Śmierć
Pod koniec lat 90. zdiagnozowano u niej rozedmę płuc i inne choroby. Zmarła z przyczyn naturalnych 20 września 2014 w swoim domu w Southbury w Connecticut w wieku 84 lat, w otoczeniu rodziny i bliskich przyjaciół. Po jej śmierci poddano ciało kremacji.

## Filmografia

### filmy
- 1949: Champion jako piosenkarka

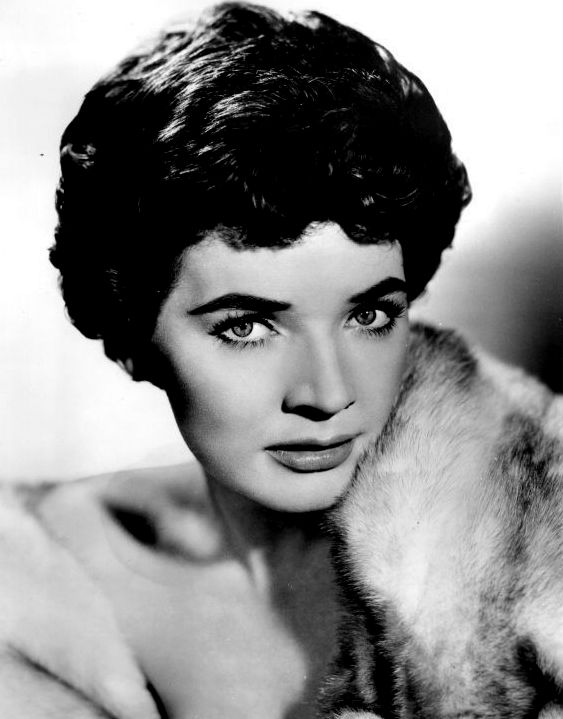
Polly Bergen (1960)

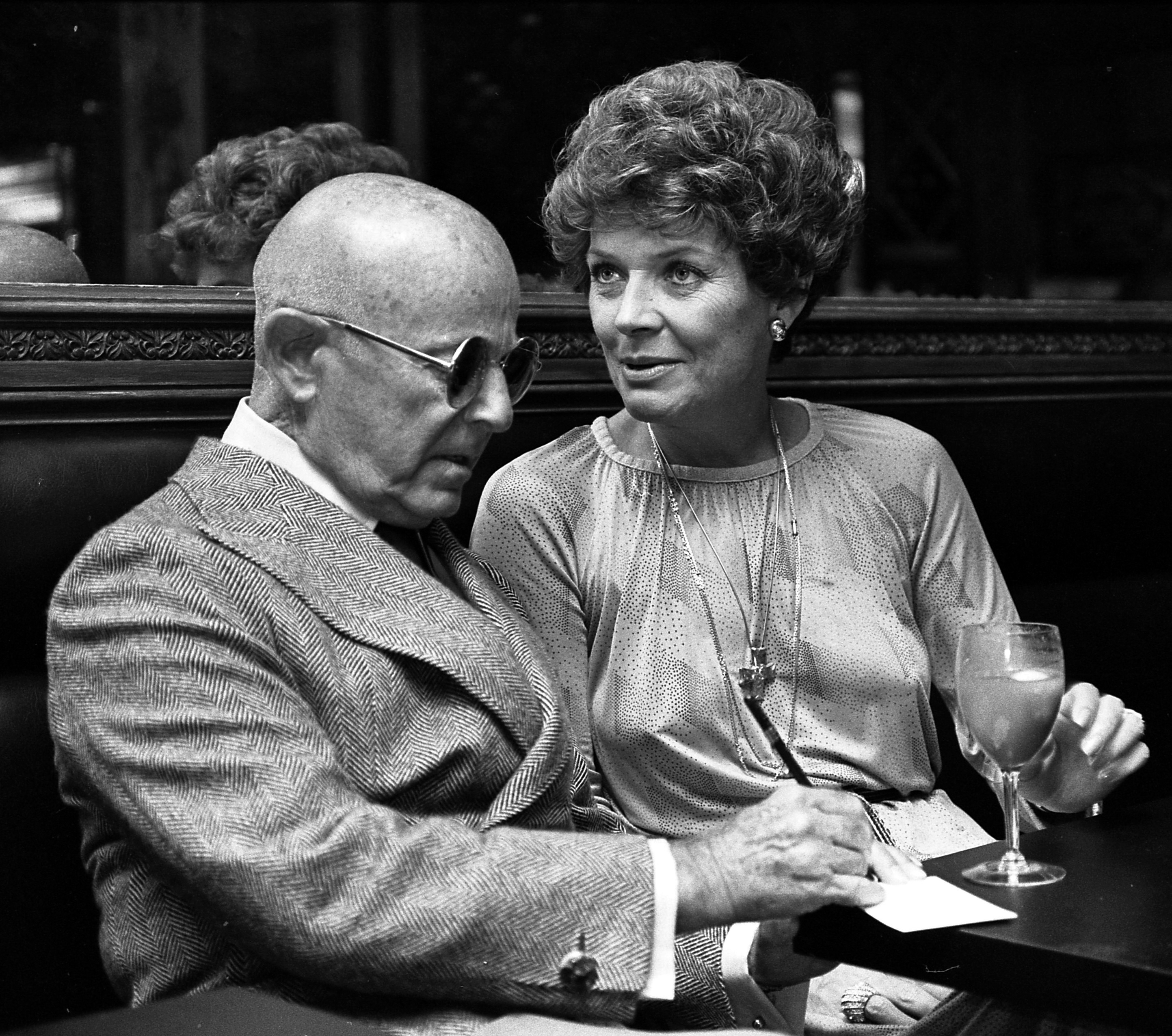
Irving Paul Lazar i Polly Bergen (1975)

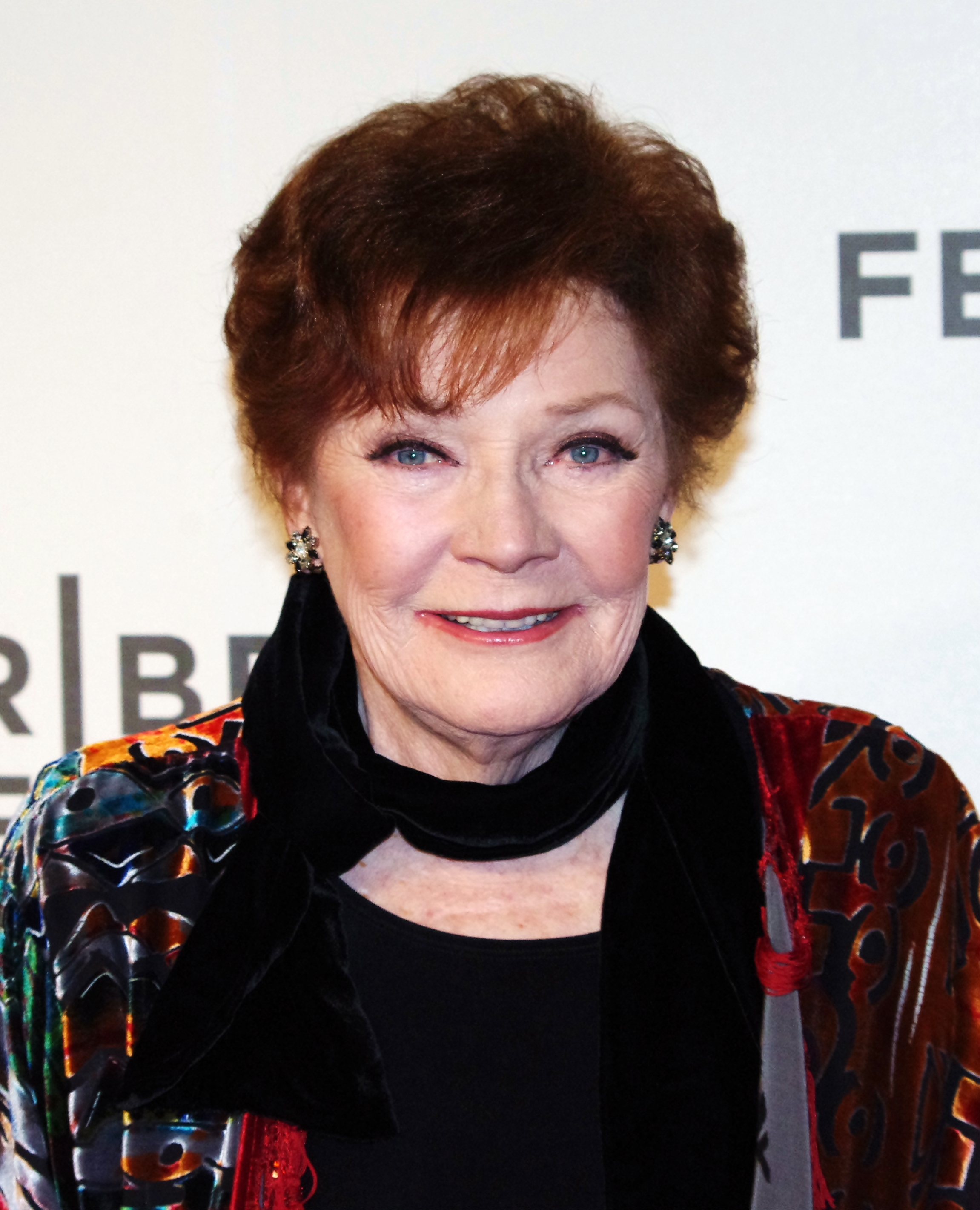
Polly Bergen (2012)

- 1953: Ucieczka z Fortu Bravo jako Alice Owens
- 1953: Arena jako Ruth Danvers
- 1962: Przylądek strachu jako Peggy Bowden
- 1963: Posuń się kochanie jako Bianca Steele
- 1987: Mężczyzna idealny jako Estelle Stone
- 1990: Beksa jako Pani Vernon–Williams
- 1995: Doktor Jekyll i panna Hyde jako Pani Unterveldt
- 2012: Trafiony piorunem jako babcia

### seriale
- 1961: Alfred Hitchcock przedstawia jako Crystal Coe
- 1981: Statek miłości jako Dana Pierce
- 1983: Wichry wojny jako Rhoda Henry
- 1985: Napisała: Morderstwo jako dr Jocelyn Laird
- 1988–1989: Wojna i pamięć jako Rhoda Henry
- 1989: Gliniarz i prokurator jako Emma Julian
- 1994: Prawo Burke’a jako Rachel Doucet
- 1998: Dotyk anioła jako Stella
- 2004: Rodzina Soprano jako Fran Felstein
- 2005–2006: Pani prezydent jako Kate Allen
- 2007–2011: Gotowe na wszystko jako Stella Wingfield

## Dyskografia

### Albumy
- 1955: Little Girl Blue (10" LP)
- 1956: The Girls
- 1956: Today’s Hits (EP)
- 1957: Bergen Sings Morgan (Billboard 200 – No. 10)
- 1957: The Party’s Over (Billboard 200 – No. 20)
- 1958: Polly and Her Pop (przy akompaniamencie gitary i wokalu jej ojca, Billa Bergena)
- 1959: My Heart Sings – Columbia #CS 8018 (reedycja 1996)
- 1959: All Alone by the Telephone
- 1959: First Impressions – z Farleyem Grangerem i Hermione Gingold
- 1960: Four Seasons of Love
- 1961: Sings the Hit Songs from Do-Re-Mi and Annie Get Your Gun
- 1963: Act One, Sing Too

### Single
- 1958: „Come Prima” (Billboard Hot 100 – No. 67)